# Ine Aasted-Madsen
Josine Dominique Maria Petra (Ine) Aasted-Madsen-van Stiphout (Eindhoven, 23 mei 1961) is een Nederlandse politica.
Zij volgde de onderwijzersopleiding PABO, M.O.-orthopedagogiek (M.O.-a), de Hogere Kaderopleiding Pedagogiek (diagnostiek en hulpverlening) en de magistrumopleiding voor schoolleiders (1 jaar). Zij was locatiedirecteur van een school voor zeer moeilijk opvoedbare kinderen.
Aasted-Madsen was van 23 mei 2002 tot 30 januari 2003 en van 21 mei 2003 tot 30 november 2006 lid van de Tweede Kamerfractie voor het CDA. In de Kamer hield zij zich in de periode 2002-2003 onder meer bezig met aangelegenheden betreffende het defensiepersoneel en met het beleid rond zorgleerlingen, patiëntenbelangen in de zorg en geestelijke gezondheidszorg voor jeugdigen.
Aasted-Madsen was van 13 mei tot 17 augustus 2008 wederom lid van de Tweede Kamer. Zij verving eerst gedurende zestien weken Nicolien van Vroonhoven, die met zwangerschaps- en bevallingsverlof was gegaan. Vervolgens werd zij benoemd in de vacature die op 3 september 2008 ontstond door het vertrek uit de Kamer van Roland Kortenhorst, die terugkeerde naar het bedrijfsleven. In 2010 werd zij niet op de kandidatenlijst geplaatst voor de Tweede Kamerverkiezingen van 2010. Haar Kamerlidmaatschap eindigde daarom op 17 juni 2010. Van maart 2011 t/m 7 februari 2014 was zij lid van de Provinciale Staten van Limburg.
In 2014 werd zij benoemd tot lid in de Orde van Oranje-Nassau.